# Nedre Halltjärnen
Nedre Halltjärnen är en sjö i Torsby kommun i Värmland och ingår i Göta älvs huvudavrinningsområde. Sjön har en area på 0,0438 kvadratkilometer och ligger 253,8 meter över havet.

## Delavrinningsområde
Nedre Halltjärnen ingår i det delavrinningsområde (666258-133960) som SMHI kallar för Ovan 666076-133871. Medelhöjden är 265 meter över havet och ytan är 19,56 kvadratkilometer. Räknas de 14 avrinningsområdena uppströms in blir den ackumulerade arean 473,46 kvadratkilometer. Rottnan som avvattnar avrinningsområdet har biflödesordning 3, vilket innebär att vattnet flödar genom totalt 3 vattendrag innan det når havet efter 353 kilometer. Avrinningsområdet består mestadels av skog (84 procent). Avrinningsområdet har 1,14 kvadratkilometer vattenytor vilket ger det en sjöprocent på 3,4 procent.